# Stolperstein von Löffingen

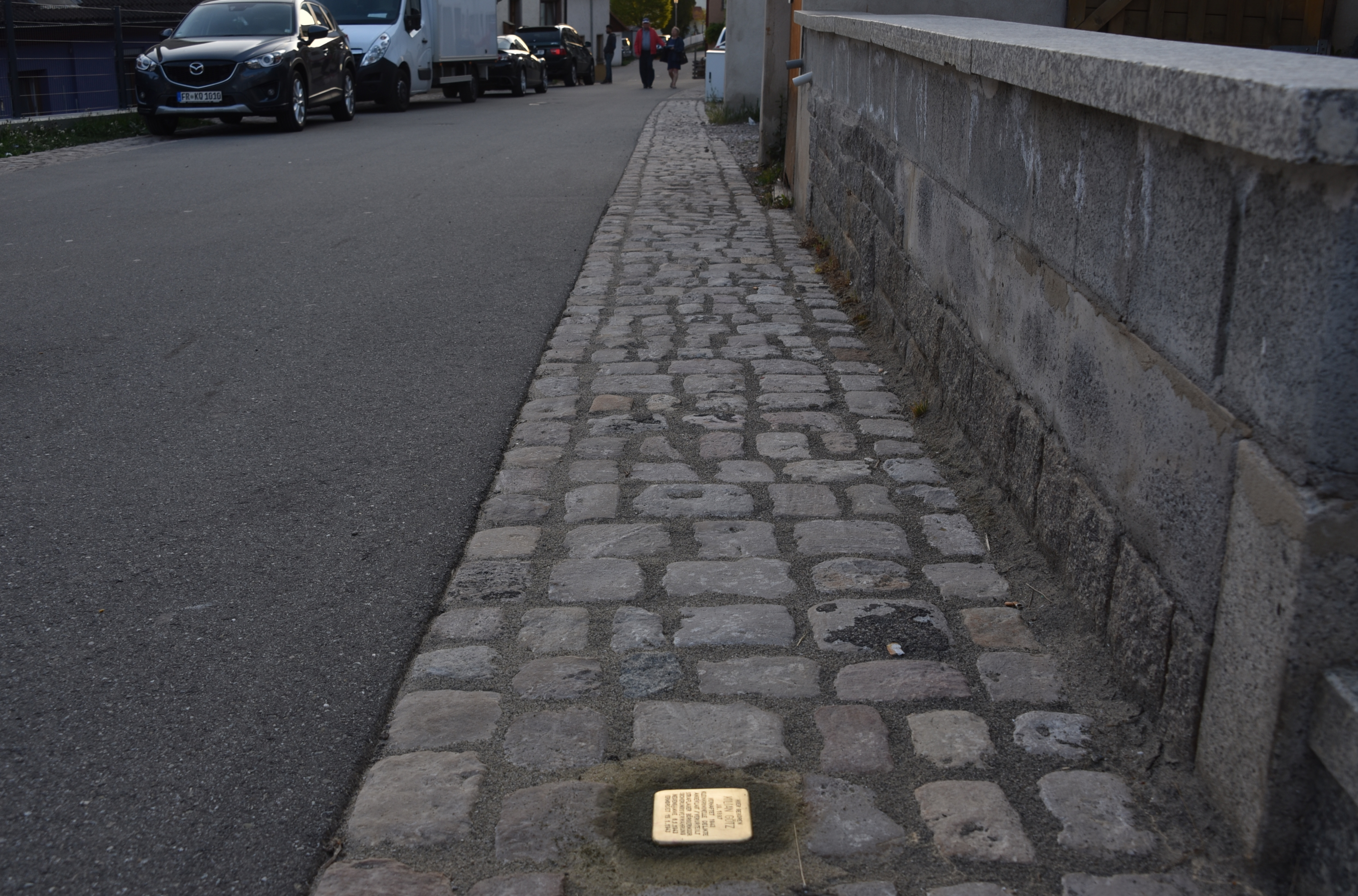
Der einzige Stolperstein von Löffingen

Der Stolperstein von Löffingen ist Kilian Götz gewidmet. Er wurde vom Künstler Gunter Demnig im Rahmen des Projekts Stolpersteine geschaffen und in Löffingen verlegt, einem Wallfahrtsort in der Westbaar. Stolpersteine erinnern an das Schicksal der Menschen, die von den Nationalsozialisten ermordet, deportiert, vertrieben oder in den Suizid getrieben wurden. Sie liegen im Regelfall vor dem letzten selbstgewählten Wohnsitz des Opfers.
Die Verlegung erfolgte am 2. Juli 2019. Der Stein ist einem Opfer mit kleinkrimineller Vergangenheit gewidmet. Bislang wurden nur sehr wenige Stolpersteine für Menschen mit krimineller Vergangenheit verlegt, die vom NS-Regime ermordet wurden.

## Stolperstein
| Stolperstein | Inschrift | Verlegeort         | Name, Leben |
| ------------ | --- | ------------------ | --- |
|              | HIER GEBOREN KILIAN GÖTZ JG. 1897 KLEINKRIMINELLE DELIKTE ANGEKLAGT / VERURTEILT STRAFLAGER BÖRGERMOOR SICHERUNGSVERWAHRUNG NEUENGAMME 6.1.1943 ERMORDET 15.1.1943 | Vorstadtstraße 9 · | Kilian Götz wurde am 2. Juli 1897 in Löffingen geboren. Sein Vater war unbekannt, seine Mutter war die ledige Dienstmagd Sophie Götz. Er kam in der Wohnung seiner Großeltern zur Welt. Seine Mutter heiratete Johann Baptist Beck, der 17 Kinder aus erster Ehe mitbrachte. Das Paar bekam sechs gemeinsame Kinder. Mit 14 begann er eine Lehre als Metzger. Er kämpfte im Ersten Weltkrieg und kehrte schwer verwundet nach Hause zurück. In den 1920er Jahren lebte er in Freiburg, später im Allgäu. Im Jahr 1923 heiratete er Rosa Mägerle aus Memmingen, 1924 wurde Tochter Frieda Maria geboren. Frieda Maria wuchs bei Sophie Götz in Seppenhofen auf, sie verweigerte die Herausgabe der Enkelin, schließlich entzog auch das Bezirksjugendamt in Neustadt den Eltern das Sorgerecht. Die Ehe zerbrach und wurde geschieden. Mit der in Scheidung lebenden Theresia Regelmann wurde er wiederum Vater einer Tochter, 1934 wurde Tochter Theresia geboren. Nachdem Kilian Götz wie auch die Mutter des Kindes im Gefängnis waren, kam die Tochter mit drei Jahren in ein Kinderheim, auch die Beziehung zur Kindesmutter zerbrach. Kilian Götz wurde mehrfach straffällig und insgesamt 23 Mal wegen kleinerer Delikte verurteilt. Zuletzt stand er am 27. Februar 1942 vor Gericht, wo er als gefährlicher Gewohnheitsverbrecher mit Sicherheitsverwahrung eingestuft wurde. Er kam zunächst in das Straflager Börgermoor und wurde dann als „asoziales Element“ geltend, „zur Vernichtung durch Arbeit“ in das Konzentrationslager Neuengamme überstellt. Am 6. Januar 1942 wurde er dort mit der Nummer 13369 registriert. Kilian Götz war neun Tage später tot. Die offizielle Todesursache lautete „Versagen von Herz und Kreislauf bei Nierenentzündung“. Ein blutverschmiertes Hemd war der einzige Nachlass. |

## Verlegedatum
Die Initiative ging vom Historiker Jörg Waßmer aus, der aus Löffingen stammt. Er hatte die Lebensgeschichte von Kilian Götz wissenschaftlich aufgearbeitet und das Projekt in einem Vortrag vorgestellt.
Die Verlegung wurde von Gunter Demnig persönlich durchgeführt. Es sprach der Bürgermeister. Umrahmt wurde die Zeremonie von zwei Trompetensoli, dem Largo aus der Pastorale und Näher, mein Gott, zu dir.